# Heulandita-Na
L'heulandita-Na és un mineral de la classe dels silicats, que pertany al grup de l'heulandita. Rep el nom en honor de Johann Heinrich "John Henry" Heuland (Beyreuth, Alemanya, 21 de març de 1778 - Hastings, Sussex, Anglaterra, 16 de novembre de 1856), un col·leccionista i comerciant de minerals que va viure a Anglaterra, i pel sufix que indica el sodi dominant.

## Característiques
L'heulandita-Na és un silicat de fórmula química (Na,Ca,K)₆(Si,Al)36O72·22H₂O. Cristal·litza en el sistema monoclínic. La seva duresa a l'escala de Mohs es troba entre 3 i 3,5.
Segons la classificació de Nickel-Strunz, l'heulandita-Na pertany a «09.GE - Tectosilicats amb H₂O zeolítica; cadenes de tetraedres de T10O20» juntament amb els següents minerals: clinoptilolita-Ca, clinoptilolita-K, clinoptilolita-Na, heulandita-Ca, heulandita-K, heulandita-Sr, heulandita-Ba, estilbita-Ca, estilbita-Na, barrerita, stel·lerita, brewsterita-Ba i brewsterita-Sr.

## Formació i jaciments
Va ser descoberta a la localitat de Challis, al districte miner de Bay Horse, al comtat de Custer (Idaho, Estats Units). També ha estat descrita en altres indrets propers a la localitat tipus, i als estats de Califòrnia, Colorado i Oregon. Fora dels Estats Units també ha estat descrita a Àustria, Itàlia, Grècia, Noruega, Rússia, Namíbia i el Japó.